# Đội tuyển bóng đá nữ quốc gia Nhật Bản
Đội tuyển bóng đá nữ quốc gia Nhật Bản là đội tuyển nữ đại diện cho Nhật Bản tại các giải đấu quốc tế dưới sự quản lý của Liên đoàn bóng đá Nhật Bản (JFA).
Đội tuyển nữ Nhật Bản là một đội tuyển nữ thuộc trình độ hàng đầu của thế giới và là một trong 5 đội tuyển mạnh vượt trội ở châu Á. Nhật Bản đánh bại Hoa Kỳ trong trận chung kết giải vô địch bóng đá nữ thế giới 2011 trên loạt sút luân lưu để lần đầu tiên vô địch Giải vô địch bóng đá nữ thế giới, trở thành đội tuyển đầu tiên của châu Á làm được điều này và là một trong bốn quốc gia vô địch bóng đá nữ thế giới. Họ cũng giành huy chương bạc tại Thế vận hội Mùa hè 2012, và gần nhất là giành á quân Giải vô địch bóng đá nữ thế giới 2015, đứng sau Hoa Kỳ ở cả hai giải đấu đó.

## Lịch sử
Số lượng nữ cầu thủ và câu lạc bộ bóng đá nữ tại Nhật tăng nhanh trong thập niên 1970 và nhiều giải đấu khu vực được thành lập như hệ quả tất yếu. Giải bóng đá nữ quốc gia toàn Nhật Bản (sau này là Cúp Hoàng hậu) ra đời vào năm 1980, và đội tuyển nữ Nhật Bản ra mắt trận đầu tiên tại Hồng Kông vào năm 1981. Đội tuyển sau đó đi thi đấu cả trong và ngoài nước với thành phần tập hợp từ các giải đấu khu vực.
Suzuki Ryōhei vào năm 1986 được chọn là huấn luyện viên trưởng đầu tiên của đội tuyển bóng đá nữ quốc gia Nhật Bản. "Giải bóng đá nữ quốc gia toàn Nhật Bản" (viết tắt là "L. League") được thành lập vào năm 1989 còn đội tuyển có được suất dự Giải vô địch bóng đá nữ thế giới 1991 ở Trung Quốc. Nhật Bản sau đó tiếp tục nhiều giải quốc tế lớn như Thế vận hội Mùa hè 1996 và Giải vô địch bóng đá nữ thế giới 1995, điều này giúp đội tuyển cũng như giải L. League được biết đến nhiều hơn. Tuy nhiên sau khi để mất chiếc vé tới Thế vận hội Mùa hè 2000, một loạt câu lạc bộ tại L. League xin rút lui còn bóng đá nữ Nhật trên đà đi xuống.
Tháng 8 năm 2002 JFA chỉ định cựu huấn luyện viên đội tuyển quốc gia nam Ma Cao Ueda Eiji làm huấn luyện viên trưởng của đội tuyển nữ Nhật Bản. Dù khởi đầu không thuận lợi cùng huấn luyện viên mới, đội dần cải thiện thành tích và nhận được nhiều hơn sự quan tâm của người hâm mộ, điển hình là trận tranh suất dự Olympic 2004 với CHDCND Triều Tiên. JFA sau đó tổ chức cuộc thi đặt biệt danh cho đội tuyển. Kết quả là cái tên "Nadeshiko Japan" được chọn từ 2.700 bản dự thi vào ngày 7 tháng 7 năm 2004. "Nadeshiko", tên một loại cẩm chướng, bắt nguồn từ cụm từ "Yamato Nadeshiko" (大和撫子, "người phụ nữ Nhật lý tưởng").
Tại vòng bảng Giải vô địch bóng đá nữ thế giới 2003 Nhật Bản chỉ có trận thắng đậm 6-0 trước Argentina còn lại lần lượt thua 0-3 và 1-3 trước Đức và Canada. Bốn năm sau tại Giải vô địch bóng đá nữ thế giới 2007 ở Trung Quốc, họ tiếp tục dừng chân tại vòng bảng có sự hiện diện của đương kim vô địch Đức, Argentina và Anh.

### Vô địch thế giới 2011 và thời kì vàng

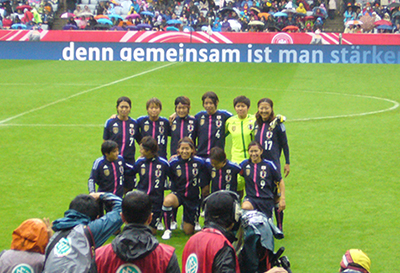
Đội tuyển Nhật Bản năm 2013

Nhật được quyền dự Giải vô địch bóng đá nữ thế giới 2011 nhờ giành huy chương đồng Cúp bóng đá nữ châu Á 2010. Sau khi kết thúc vòng bảng ở vị trí nhì bảng sau đội tuyển Anh, họ bất ngờ loại đương kim quán quân thế giới và chủ nhà Đức khỏi cuộc chơi với tỉ số 1–0 ở tứ kết, trước khi dễ dàng vượt qua chướng ngại vật Thụy Điển với tỉ số 3–1 để thẳng tiến vào trận tranh ngôi vô địch. Trong trận chung kết kịch tính Nhật vượt qua Hoa Kỳ 3–1 trong loạt luân lưu 11m để trở thành đội tuyển nữ châu Á đầu tiên vô địch World Cup cũng như đội châu Á đầu tiên vô địch một giải cấp đội tuyển quốc gia của FIFA.
Đội có mặt tại Thế vận hội Mùa hè 2012 sau khi đứng thứ ba vòng loại. Sau khi vượt qua vòng bảng, Nhật Bản lần lượt hạ Brasil, Pháp để vào trận chung kết gặp Hoa Kỳ. Trong trận tái hiện chung kết World Cup này, Hoa Kỳ đã trả được món nợ một năm trước với tỉ số 2-1.

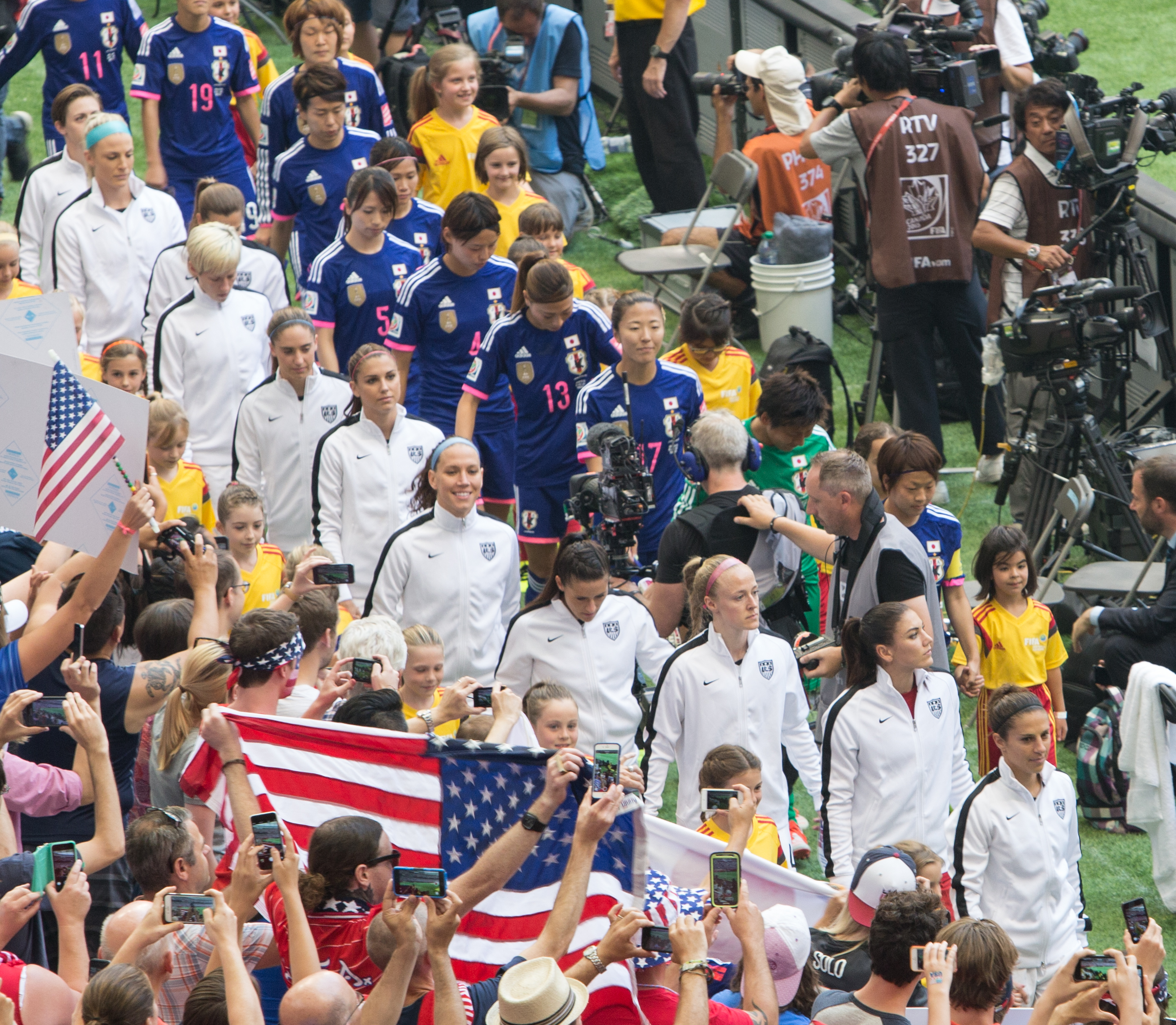
Đội tuyển Nhật Bản và Hoa Kỳ trong trận chung kết World Cup 2015.

Nhật tiếp tục thể hiện phong độ tốt khi vượt qua Úc với tỉ số 1-0 trong trận chung kết Cúp bóng đá nữ châu Á 2014 tổ chức tại Việt Nam, qua đó lần đầu tiên vô địch châu Á. Họ cùng Úc, Trung Quốc, Hàn Quốc và Thái Lan đại diện cho châu Á tại vòng chung kết Giải vô địch bóng đá nữ thế giới 2015 ở Canada. Nhật Bản nhẹ nhàng vượt qua vòng bảng trước các đội dưới cơ như Ecuador, Thụy Sĩ và Cameroon. Họ tiếp tục loại Hà Lan và Úc trên đường tới trận bán kết với Anh. Nhật Bản tỏ ra may mắn hơn khi ở những phút cuối cùng của trận bán kết, hậu vệ Laura Bassett của đội tuyển Anh, trong nỗ lực phá bóng. vô tình đốt lưới nhà, giúp đại diện châu Á bước vào trận chung kết World Cup với Mỹ. Tuy nhiên lần này Nhật Bản dễ dàng để thua 5–2 và rời giải với vị trí á quân.

## Huấn luyện viên
- Suzuki Ryōhei (1986–1989)
- Suzuki Tamotsu (1989–1996, 1999)
- Miyauchi Satoshi (1997–1999)
- Ikeda Shinobu (2000–2001)
- Ueda Eiji (2002–2004)
- Ōhashi Hiroshi (2004–2008)
- Sasaki Norio (2008–2016)
- Takakura Asako (2016–)

## Cầu thủ

### Đội hình hiện tại
Đội hình được lựa chọn chuẩn bị cho World Cup nữ 2019.
Số trận và bàn thắng tính tới 25 tháng 6 năm 2019, sau trận đấu với Hà Lan.

| Số | VT | Cầu thủ                               | Ngày sinh (tuổi)  | Trận | Bàn | Câu lạc bộ         |
| -- | -- | ------------------------------------- | ----------------- | ---- | --- | ------------------ |
| 18 | TM | Yamashita Ayaka (山下 杏也加)         | 29 tháng 9, 1995  | 31   | 0   | Nippon TV Beleza   |
| 1  | TM | Ikeda Sakiko (池田 咲紀子)            | 8 tháng 9, 1992   | 14   | 0   | Urawa Red Diamonds |
| 21 | TM | Hirao Chika (平尾 知佳)               | 31 tháng 12, 1996 | 2    | 0   | Albirex Niigata    |
|    |    |                                       |                   |      |     |                    |
| 2  | HV | Utsugi Rumi (宇津木 瑠美)             | 5 tháng 12, 1988  | 113  | 6   | Reign FC           |
| 3  | HV | Sameshima Aya (鮫島 彩)               | 16 tháng 6, 1987  | 113  | 5   | INAC Kobe Leonessa |
| 4  | HV | Kumagai Saki (熊谷 紗希) (Đội trưởng) | 17 tháng 10, 1990 | 108  | 0   | Lyon               |
| 22 | HV | Shimizu Risa (清水 梨紗)              | 15 tháng 6, 1996  | 28   | 0   | Nippon TV Beleza   |
| 5  | HV | Ichise Nana (市瀬 菜々)               | 4 tháng 8, 1997   | 19   | 0   | Vegalta Sendai     |
| 23 | HV | Miyake Shiori (三宅 史織)             | 13 tháng 10, 1995 | 18   | 0   | INAC Kobe Leonessa |
| 12 | HV | Minami Moeka (南 萌華)                | 7 tháng 12, 1998  | 6    | 0   | Urawa Red Diamonds |
| 16 | HV | Miyagawa Asato (宮川 麻都)            | 24 tháng 2, 1998  | 5    | 0   | Nippon TV Beleza   |
|    |    |                                       |                   |      |     |                    |
| 10 | TV | Sakaguchi Mizuho (阪口 夢穂)          | 15 tháng 10, 1987 | 124  | 29  | Nippon TV Beleza   |
| 7  | TV | Nakajima Emi (中島 依美)              | 27 tháng 9, 1990  | 74   | 14  | INAC Kobe Leonessa |
| 14 | TV | Hasegawa Yui (長谷川 唯)              | 29 tháng 1, 1997  | 39   | 7   | Nippon TV Beleza   |
| 15 | TV | Momiki Yuka (籾木 結花)               | 9 tháng 4, 1996   | 26   | 8   | Nippon TV Beleza   |
| 17 | TV | Miura Narumi (三浦 成美)              | 3 tháng 7, 1997   | 13   | 0   | Nippon TV Beleza   |
| 6  | TV | Sugita Hina (杉田 妃和)               | 31 tháng 1, 1997  | 11   | 0   | INAC Kobe Leonessa |
|    |    |                                       |                   |      |     |                    |
| 9  | TĐ | Sugasawa Yuika (菅澤 優衣香)          | 5 tháng 10, 1990  | 67   | 19  | Urawa Red Diamonds |
| 8  | TĐ | Iwabuchi Mana (岩渕 真奈)             | 18 tháng 3, 1993  | 65   | 21  | INAC Kobe Leonessa |
| 20 | TĐ | Yokoyama Kumi (横山 久美)             | 13 tháng 8, 1993  | 43   | 17  | AC Nagano Parceiro |
| 19 | TĐ | Endo Jun (遠藤 純)                    | 24 tháng 5, 2000  | 8    | 0   | Nippon TV Beleza   |
| 11 | TĐ | Kobayashi Rikako (小林 里歌子)        | 21 tháng 7, 1997  | 7    | 2   | Nippon TV Beleza   |
| 13 | TĐ | Takarada Saori (宝田 沙織)            | 27 tháng 12, 1999 | 3    | 0   | Cerezo Osaka Sakai |

### Triệu tập gần đây
Các cầu thủ dưới đây được triệu tập trong vòng 12 tháng.
| Vt | Cầu thủ                       | Ngày sinh (tuổi)  | Số trận | Bt | Câu lạc bộ                        | Lần cuối triệu tập                                |
| -- | ----------------------------- | ----------------- | ------- | -- | --------------------------------- | ------------------------------------------------- |
| TM | Yamane Erina (山根 恵里奈)    | 20 tháng 12, 1990 | 26      | 0  | Real Betis                        | SheBelieves Cup 2019                              |
| TM | Takenaka Rei (武仲 麗依)      | 18 tháng 5, 1992  | 0       | 0  | INAC Kobe Leonessa                | SheBelieves Cup 2019                              |
| TM | Saitō Ayaka (齊藤 彩佳)       | 26 tháng 8, 1991  | 0       | 0  | Vegalta Sendai                    | SheBelieves Cup 2019                              |
|    |                               |                   |         |    |                                   |                                                   |
| HV | Matsubara Arisa (松原 有沙)   | 1 tháng 5, 1995   | 2       | 0  | Nojima Stella Kanagawa Sagamihara | v. Tây Ban Nha, 2 tháng 6 năm 2019 PRE            |
| HV | Oga Risako (大賀 理紗子)      | 4 tháng 1, 1997   | 3       | 0  | Nojima Stella Kanagawa Sagamihara | v. Đức, 9 tháng 4 năm 2019                        |
| HV | Ariyoshi Saori (有吉 佐織)    | 1 tháng 11, 1987  | 65      | 1  | Nippon TV Beleza                  | SheBelieves Cup 2019                              |
| HV | Kitamura Nanami (北村 菜々美) | 25 tháng 11, 1999 | 0       | 0  | Cerezo Osaka Sakai                | Training camp, 31 January–ngày 4 tháng 2 năm 2019 |
| HV | Kunitake Aimi (國武 愛美)     | 10 tháng 1, 1997  | 3       | 0  | Nojima Stella Kanagawa Sagamihara | v. Na Uy, 11 tháng 11 năm 2018                    |
| HV | Takagi Hikari (高木 ひかり)   | 21 tháng 5, 1993  | 19      | 1  | Nojima Stella Kanagawa Sagamihara | Asian Games 2018                                  |
| HV | Doko Mayo (土光 真代)         | 3 tháng 5, 1996   | 1       | 0  | Nippon TV Beleza                  | Cúp Liên hiệp 2018                                |
|    |                               |                   |         |    |                                   |                                                   |
| TV | Naomoto Hikaru (猶本 光)      | 3 tháng 3, 1994   | 19      | 0  | SC Freiburg                       | v. Tây Ban Nha, 2 tháng 6 năm 2019 PRE            |
| TV | Sakaguchi Moeno (阪口 萌乃)   | 4 tháng 6, 1992   | 12      | 1  | Albirex Niigata                   | SheBelieves Cup 2019                              |
| TV | Nagano Fuka (長野 風花)       | 9 tháng 3, 1999   | 1       | 0  | Chifure AS Elfen Saitama          | Training camp, 31 January–ngày 4 tháng 2 năm 2019 |
| TV | Kawasumi Nahomi (川澄 奈穂美) | 23 tháng 9, 1985  | 90      | 20 | Sky Blue FC                       | v. Na Uy, 11 tháng 11 năm 2018                    |
| TV | Nakasato Yu (中里 優)         | 14 tháng 7, 1994  | 20      | 0  | Nippon TV Beleza                  | Asian Games 2018                                  |
| TV | Sumida Rin (隅田 凜)          | 12 tháng 1, 1996  | 22      | 0  | Nippon TV Beleza                  | Asian Games 2018                                  |
|    |                               |                   |         |    |                                   |                                                   |
| TĐ | Ueki Riko (植木 理子)         | 30 tháng 7, 1999  | 2       | 0  | Nippon TV Beleza                  | World Cup nữ 2019 INJ                             |
| TĐ | Seike Kiko (清家 貴子)        | 8 tháng 8, 1996   | 0       | 0  | Urawa Red Diamonds                | v. Tây Ban Nha, ngày 2 tháng 6 năm 2019 PRE       |
| TĐ | Miyazawa Hinata (宮澤 ひなた) | 21 tháng 11, 1999 | 2       | 0  | Nippon TV Beleza                  | v. Tây Ban Nha, ngày 2 tháng 6 năm 2019 PRE       |
| TĐ | Ikejiri Mayu (池尻 茉由)      | 19 tháng 12, 1996 | 3       | 0  | Suwon WFC                         | SheBelieves Cup 2019                              |
| TĐ | Tanaka Mina (田中 美南)       | 28 tháng 4, 1994  | 35      | 14 | Nippon TV Beleza                  | Training camp, 31 January–ngày 4 tháng 2 năm 2019 |
| TĐ | Masuya Rika (増矢 理花)       | 14 tháng 9, 1995  | 27      | 6  | INAC Kobe Leonessa                | v. Na Uy, 11 tháng 11 năm 2018                    |

Chú thích:
- INJ = Rút lui do chấn thương
- PRE = Đội hình sơ bộ

## Kỷ lục
Tính đến 26 tháng 10 năm 2022
| #  | Tên cầu thủ      | Thời gian thi đấu | Số trận |
| -- | ---------------- | ----------------- | ------- |
| 1  | Sawa Homare      | 1993–2015         | 205     |
| 2  | Miyama Aya       | 2003–2016         | 162     |
| 3  | Ono Shinobu      | 2003–2016         | 139     |
| 4  | Nagasato Yuki    | 2004–2016         | 132     |
| 5  | Ando Kozue       | 1999–2015         | 126     |
| 6  | Sakaguchi Mizuho | 2006–             | 124     |
| 7  | Iwashimizu Azusa | 2006–2016         | 122     |
| 8  | Ikeda Hiromi     | 1997–2008         | 119     |
| 9  | Kato Tomoe       | 1997–2008         | 114     |
| 10 | Utsugi Rumi      | 2005–             | 113     |

| # | Tên cầu thủ      | Thời gian thi đấu | Bàn thắng | Số trận |
| - | ---------------- | ----------------- | --------- | ------- |
| 1 | Sawa Homare      | 1993–2015         | 83        | 205     |
| 2 | Nagasato Yuki    | 2004–2016         | 58        | 132     |
| 3 | Nagamine Kaori   | 1984–1996         | 48        | 64      |
| 4 | Ono Shinobu      | 2003–2016         | 40        | 139     |
| 5 | Miyama Aya       | 2003–2016         | 38        | 162     |
| 6 | Mana Iwabuchi    | 2010–             | 37        | 83      |
| 7 | Kioka Futaba     | 1981–1996         | 30        | 75      |
| 8 | Sakaguchi Mizuho | 2006–             | 29        | 124     |
| 8 | Takakura Asako   | 1984–1999         | 29        | 79      |
| 8 | Otake Nami       | 1994–1999         | 29        | 46      |

## Thành tích tại các giải đấu

### Giải vô địch bóng đá nữ thế giới
| Chủ nhà/ Năm | Kết quả       | Tr            | T             | H*            | B             | BT            | BB            | HS            |
| ------------ | ------------- | ------------- | ------------- | ------------- | ------------- | ------------- | ------------- | ------------- |
| 1991         | Vòng bảng     | 3             | 0             | 0             | 3             | 0             | 12            | −12           |
| 1995         | Tứ kết        | 4             | 1             | 0             | 3             | 2             | 8             | −6            |
| 1999         | Vòng bảng     | 3             | 0             | 1             | 2             | 1             | 10            | −9            |
| 2003         | Vòng bảng     | 3             | 1             | 0             | 2             | 7             | 6             | +1            |
| 2007         | Vòng bảng     | 3             | 1             | 1             | 1             | 3             | 4             | −1            |
| 2011         | Vô địch       | 6             | 4             | 1             | 1             | 12            | 6             | +6            |
| 2015         | Á quân        | 7             | 6             | 0             | 1             | 11            | 8             | +3            |
| 2019         | Vòng 16 đội   | 4             | 1             | 1             | 2             | 3             | 5             | −2            |
| 2023         | Tứ kết        | 5             | 4             | 0             | 1             | 15            | 3             | 12            |
| 2027         | Chưa xác định | Chưa xác định | Chưa xác định | Chưa xác định | Chưa xác định | Chưa xác định | Chưa xác định | Chưa xác định |
| Tổng cộng    | 9/9           | 38            | 18            | 4             | 16            | 54            | 62            | −8            |

*Hòa bao gồm cả trận đấu có sút luân lưu.

### Thế vận hội Mùa hè
| Chủ nhà/ Năm | Kết quả                  | Tr                       | T                        | H*                       | B                        | BT                       | BB                       | HS                       |
| ------------ | ------------------------ | ------------------------ | ------------------------ | ------------------------ | ------------------------ | ------------------------ | ------------------------ | ------------------------ |
| 1996         | Vòng bảng                | 3                        | 0                        | 0                        | 3                        | 2                        | 9                        | −7                       |
| 2000         | Không vượt qua vòng loại | Không vượt qua vòng loại | Không vượt qua vòng loại | Không vượt qua vòng loại | Không vượt qua vòng loại | Không vượt qua vòng loại | Không vượt qua vòng loại | Không vượt qua vòng loại |
| 2004         | Tứ kết                   | 3                        | 1                        | 0                        | 2                        | 2                        | 3                        | −1                       |
| 2008         | Hạng tư                  | 6                        | 2                        | 1                        | 3                        | 11                       | 10                       | +1                       |
| 2012         | Huy chương Bạc           | 6                        | 3                        | 2                        | 1                        | 7                        | 4                        | +3                       |
| 2016         | Không vượt qua vòng loại | Không vượt qua vòng loại | Không vượt qua vòng loại | Không vượt qua vòng loại | Không vượt qua vòng loại | Không vượt qua vòng loại | Không vượt qua vòng loại | Không vượt qua vòng loại |
| 2020         | Tứ kết                   | 4                        | 1                        | 1                        | 2                        | 3                        | 5                        | −2                       |
| 2024         | Tứ kết                   | 4                        | 2                        | 0                        | 2                        | 6                        | 5                        | +1                       |
| 2028         | Chưa xác định            | Chưa xác định            | Chưa xác định            | Chưa xác định            | Chưa xác định            | Chưa xác định            | Chưa xác định            | Chưa xác định            |
| 2032         | Chưa xác định            | Chưa xác định            | Chưa xác định            | Chưa xác định            | Chưa xác định            | Chưa xác định            | Chưa xác định            | Chưa xác định            |
| Tổng cộng    | 6/8                      | 26                       | 9                        | 4                        | 13                       | 31                       | 36                       | −5                       |

*Hòa bao gồm cả trận đấu có sút luân lưu.

### Cúp bóng đá nữ châu Á
| 1975      | Không tham dự      | Không tham dự      | Không tham dự      | Không tham dự      | Không tham dự      | Không tham dự      | Không tham dự      | Không tham dự      | Không tham dự      | Không tham dự      |
| 1977      | Vòng bảng          | 2                  | 0                  | 0                  | 2                  | 0                  | 8                  | −8                 |                    |                    |
| 1979      | Không tham dự      | Không tham dự      | Không tham dự      | Không tham dự      | Không tham dự      | Không tham dự      | Không tham dự      | Không tham dự      | Không tham dự      | Không tham dự      |
| 1981      | Vòng bảng          | 3                  | 1                  | 0                  | 2                  | 1                  | 3                  | -2                 |                    |                    |
| 1983      | Không tham dự      | Không tham dự      | Không tham dự      | Không tham dự      | Không tham dự      | Không tham dự      | Không tham dự      | Không tham dự      | Không tham dự      | Không tham dự      |
| 1986      | Á quân             | 4                  | 2                  | 0                  | 2                  | 14                 | 4                  | +10                |                    |                    |
| 1989      | Hạng ba            | 5                  | 4                  | 0                  | 1                  | 37                 | 1                  | +36                |                    |                    |
| 1991      | Á quân             | 6                  | 4                  | 1                  | 1                  | 27                 | 6                  | +21                |                    |                    |
| 1993      | Hạng ba            | 5                  | 4                  | 0                  | 1                  | 29                 | 4                  | +25                |                    |                    |
| 1995      | Á quân             | 5                  | 4                  | 0                  | 1                  | 27                 | 3                  | +24                |                    |                    |
| 1997      | Hạng ba            | 5                  | 4                  | 0                  | 1                  | 33                 | 1                  | +32                |                    |                    |
| 1999      | Hạng tư            | 6                  | 4                  | 0                  | 2                  | 36                 | 6                  | +30                |                    |                    |
| 2001      | Á quân             | 6                  | 4                  | 0                  | 2                  | 30                 | 5                  | +25                |                    |                    |
| 2003      | Hạng tư            | 6                  | 4                  | 0                  | 2                  | 34                 | 4                  | +30                |                    |                    |
| 2006      | Hạng tư            | 5                  | 3                  | 0                  | 2                  | 19                 | 6                  | +13                |                    |                    |
| 2008      | Hạng ba            | 5                  | 3                  | 0                  | 2                  | 19                 | 7                  | +12                |                    |                    |
| 2010      | Hạng ba            | 5                  | 4                  | 0                  | 1                  | 16                 | 2                  | +14                |                    |                    |
| 2014      | Vô địch            | 5                  | 4                  | 1                  | 0                  | 16                 | 3                  | +13                |                    |                    |
| 2018      | Vô địch            | 5                  | 3                  | 2                  | 0                  | 9                  | 2                  | +7                 |                    |                    |
| 2022      | Hạng ba            | 5                  | 3                  | 2                  | 0                  | 18                 | 3                  | +15                |                    |                    |
| 2026      | Vượt qua vòng loại | Vượt qua vòng loại | Vượt qua vòng loại | Vượt qua vòng loại | Vượt qua vòng loại | Vượt qua vòng loại | Vượt qua vòng loại | Vượt qua vòng loại | Vượt qua vòng loại | Vượt qua vòng loại |
| Tổng cộng | 18/21              | 83                 | 55                 | 6                  | 22                 | 365                | 68                 | +297               |                    |                    |

*Hòa bao gồm cả trận đấu có sút luân lưu.

### Cúp bóng đá nữ Đông Á
| Chủ nhà/ Năm | Kết quả | Tr | T  | H* | B | BT | BB | HS  |
| ------------ | ------- | -- | -- | -- | - | -- | -- | --- |
| 2005         | Hạng ba | 3  | 0  | 2  | 1 | 0  | 1  | -1  |
| 2008         | Vô địch | 3  | 3  | 0  | 0 | 8  | 2  | +6  |
| 2010         | Vô địch | 3  | 3  | 0  | 0 | 7  | 1  | +6  |
| 2013         | Á quân  | 3  | 1  | 1  | 1 | 3  | 2  | +1  |
| 2015         | Hạng ba | 3  | 1  | 0  | 2 | 5  | 6  | -1  |
| 2017         | Á quân  | 3  | 2  | 0  | 1 | 4  | 4  | 0   |
| 2019         | Vô địch | 3  | 3  | 0  | 0 | 13 | 0  | +13 |
| 2021         | Vô địch | 3  | 2  | 1  | 0 | 6  | 2  | +4  |
| Tổng cộng    | 7/7     | 24 | 15 | 4  | 5 | 46 | 18 | +28 |

*Hòa bao gồm cả trận đấu có sút luân lưu.

### Đại hội Thể thao châu Á
| 1990      | Huy chương Bạc  | 5             | 3             | 1             | 1             | 17            | 8             | +9            |               |               |
| 1994      | Huy chương Bạc  | 4             | 2             | 1             | 1             | 9             | 3             | +6            |               |               |
| 1998      | Huy chương Đồng | 5             | 3             | 0             | 2             | 18            | 7             | +11           |               |               |
| 2002      | Huy chương Đồng | 5             | 3             | 1             | 1             | 8             | 3             | +5            |               |               |
| 2006      | Huy chương Bạc  | 5             | 4             | 1             | 0             | 21            | 1             | +20           |               |               |
| 2010      | Huy chương Vàng | 4             | 3             | 1             | 0             | 6             | 0             | +6            |               |               |
| 2014      | Huy chương Bạc  | 6             | 4             | 1             | 1             | 28            | 3             | +25           |               |               |
| 2018      | Huy chương Vàng | 5             | 5             | 0             | 0             | 14            | 2             | +12           |               |               |
| 2022      | Huy chương Vàng | 6             | 6             | 0             | 0             | 39            | 5             | +34           |               |               |
| 2026      | Chưa xác định   | Chưa xác định | Chưa xác định | Chưa xác định | Chưa xác định | Chưa xác định | Chưa xác định | Chưa xác định | Chưa xác định | Chưa xác định |
| 2030      | Chưa xác định   | Chưa xác định | Chưa xác định | Chưa xác định | Chưa xác định | Chưa xác định | Chưa xác định | Chưa xác định | Chưa xác định | Chưa xác định |
| 2034      | Chưa xác định   | Chưa xác định | Chưa xác định | Chưa xác định | Chưa xác định | Chưa xác định | Chưa xác định | Chưa xác định | Chưa xác định | Chưa xác định |
| Tổng cộng | 9/9             | 45            | 33            | 6             | 6             | 160           | 32            | +128          |               |               |

*Hòa bao gồm cả trận đấu có sút luân lưu.

## Kết quả và lịch thi đấu

### 2018
| 10 tháng 6 năm 2018 Giao hữu | New Zealand | 1–3      | Nhật Bản                          | Wellington, New Zealand            |  |
| 15:10 NZST                   | Moore 18'   | Chi tiết | Tanaka 17', 34', 44' · Takagi 23' | Sân vận động: Sân vận động Westpac |  |

| 26 tháng 7 năm 2018 Tournament of Nations | Hoa Kỳ                             | 4–2      | Nhật Bản                   | Thành phố Kansas, Hoa Kỳ            |  |
| 18:00 CDT                                 | Morgan 18', 26', 56' · Rapinoe 66' | Chi tiết | Tanaka 20' · Sakaguchi 76' | Sân vận động: Children's Mercy Park |  |

| 29 tháng 7 năm 2018 Tournament of Nations | Nhật Bản     | 1–2      | Brasil                  | East Hartford, Hoa Kỳ                                             |  |
| 16:15 CDT                                 | Masuya 90+3' | Chi tiết | Marta 75' · Beatriz 90' | Sân vận động: Sân vận động Pratt & Whitney Lượng khán giả: 13.027 |  |

| 2 tháng 8 năm 2018 Tournament of Nations | Nhật Bản | 0–2      | Úc                     | Bridgeview, Illinois, Hoa Kỳ |  |
| 16:45 Múi giờ miền Trung (Bắc Mỹ)        |          | Chi tiết | Kennedy 47' · Kerr 81' | Sân vận động: Toyota Park    |  |

| 16 tháng 8 năm 2018 Đại hội Thể thao châu Á – VB | Nhật Bản                  | 2–0      | Thái Lan | Palembang, Indonesia                      |  |
| 18:30 IWST                                       | Iwabuchi 33' · Momiki 85' | Chi tiết |          | Sân vận động: Sân vận động Bumi Sriwijaya |  |

| 21 tháng 8 năm 2018 Đại hội Thể thao châu Á - VB | Nhật Bản                                                                    | 7–0      | Việt Nam | Palembang, Indonesia                        |  |
| 15:00 IWST                                       | Sugasawa 5', 77' · Momiki 17' · Nakajima 38' · Tanaka 52', 88' · Masuya 64' | Chi tiết |          | Sân vận động: Sân vận động Gelora Sriwijaya |  |

| 25 tháng 8 năm 2018 Đại hội Thể thao châu Á - TK | Nhật Bản                                    | 2–1      | CHDCND Triều Tiên       | Palembang, Indonesia                        |  |
| 16:00 IWST                                       | Sakaguchi 36' · Iwabuchi 40' · Hasegawa 62' | Chi tiết | Kim Nam-hui 71' (ph.đ.) | Sân vận động: Sân vận động Gelora Sriwijaya |  |

| 28 tháng 8 năm 2018 Đại hội Thể thao châu Á - BK | Nhật Bản                                              | 2–1      | Hàn Quốc      | Palembang, Indonesia                        |  |
| 16:00 IWST                                       | Sugasawa 5' · Yamashita 42' · Lim Seon-joo 86' (l.n.) | Chi tiết | Lee Min-a 68' | Sân vận động: Sân vận động Gelora Sriwijaya |  |

| 31 tháng 8 năm 2018 Đại hội Thể thao châu Á - CK | Nhật Bản           | 1–0      | Trung Quốc | Palembang, Indonesia                        |  |
| 19:30 IWST                                       | Sugasawa Yuika 90' | Chi tiết | Han 87'    | Sân vận động: Sân vận động Gelora Sriwijaya |  |

| 11 tháng 11 năm 2018 Giao hữu | Nhật Bản                                      | 4–1      | Na Uy       | Tottori                                                                               |  |
| 14:00                         | Yokowama 16' · Iwabuchi 27', 55' · Momiki 63' | Chi tiết | Gausdal 81' | Sân vận động: Sân vận động Tottori Bank Bird Lượng khán giả: 6.185 Trọng tài: Hong Yu |  |

### 2019
| 28 tháng 2 năm 2019 SheBelieves Cup | Hoa Kỳ                   | 2–2      | Nhật Bản                                  | Chester, Pennsylvania, Hoa Kỳ                                                                       |  |
| 9:05                                | Rapinoe 23' · Morgan 76' | Chi tiết | Kumagai 38' · Nakajima 67' · Momiki 90+1' | Sân vận động: Sân vận động Talen Energy Lượng khán giả: 14.555 Trọng tài: Melissa Borjas (Honduras) |  |

| 3 tháng 3 năm 2019 SheBelieves Cup | Nhật Bản                                  | 3–1      | Brasil      | Nashville, Tennessee, Hoa Kỳ      |  |
| 4:00                               | Momiki 44' · Kobayashi 81' · Hasegawa 85' | Chi tiết | Debinha 57' | Sân vận động: Sân vận động Nissan |  |

| 6 tháng 3 năm 2019 SheBelieves Cup | Nhật Bản | 0–3 | Anh                                                   | Tampa, Florida, Hoa Kỳ                   |  |
| 7:25                               |          | Box | Staniforth 12' · Carney 23' · Mead 30' · Houghton 85' | Sân vận động: Sân vận động Raymond James |  |

| 4 tháng 4 năm 2019 Giao hữu | Pháp                                  | 3–1      | Nhật Bản      | Auxerre, Pháp                           |  |
| 21:00 CEST                  | Gauvin 3' · Le Sommer 33' · Diani 82' | Chi tiết | Kobayashi 24' | Sân vận động: Stade de l'Abbé-Deschamps |  |

| 9 tháng 4 năm 2019 Giao hữu | Đức                   | 2–2      | Nhật Bản                      | Paderborn, Đức                                                                         |  |
|                             | - Popp 53' - Huth 72' | Chi tiết | - Hasegawa 35' - Yokoyama 69' | Sân vận động: Benteler-Arena Lượng khán giả: 4.804 Trọng tài: Esther Staubli (Thụy Sĩ) |  |

| 2 tháng 6 năm 2019 Giao hữu | Nhật Bản     | 1–1      | Tây Ban Nha                          | Le Touquet-Paris-Plage, Pháp                                                      |  |
| 20:50                       | Sugasawa 86' | Chi tiết | Hermoso 22' (ph.đ.) · Torrecilla 60' | Sân vận động: Stade Gérard Houllier Lượng khán giả: 634 Trọng tài: Mehdi Mokhtari |  |

| 10 tháng 6 năm 2019 World Cup - VB | Nhật Bản                                                 | 0–0      | Argentina | Paris, Pháp                                                                                                   |  |
| 18:00 CEST                         | Shimizu Risa 38' · Sugita Hina 45+1' · Iwabuchi Mana 85' | Chi tiết |           | Sân vận động: Sân vận động Công viên các Hoàng tử Lượng khán giả: 25.055 Trọng tài: Stephanie Frappart (Pháp) |  |

| 14 tháng 6 năm 2019 World Cup - VB | Nhật Bản                              | 2–1      | Scotland       | Rennes, Pháp                                                                                |  |
| 15:00 CEST                         | - Iwabuchi 23' - Sugasawa 37' (ph.đ.) | Chi tiết | - Clelland 88' | Sân vận động: Roazhon Park Lượng khán giả: 13.201 Trọng tài: Lidya Tafesse Abebe (Ethiopia) |  |

| 19 tháng 6 năm 2019 World Cup - VB | Nhật Bản | 0–2      | Anh              | Nice, Pháp                                                                                  |  |
| 21:00 CEST                         |          | Chi tiết | - White 14', 84' | Sân vận động: Allianz Riviera Lượng khán giả: 14.319 Trọng tài: Claudia Umpiérrez (Uruguay) |  |

| 25 tháng 6 năm 2019 World Cup - Vòng 16 đội | Hà Lan                     | 2–1      | Nhật Bản       | Rennes, Pháp                                                    |  |
| 21:00 CEST                                  | - Martens 17', 90' (ph.đ.) | Chi tiết | - Hasegawa 43' | Sân vận động: Roazhon Park Trọng tài: Melissa Borjas (Honduras) |  |

| 11 tháng 12 năm 2019 Giải vô địch Đông Á | Nhật Bản | 9–0      | Đài Bắc Trung Hoa | Busan, Hàn Quốc                         |  |
| 16:20                                    | Iwabuchi 7', 71' · Tanaka 9', 38' (ph.đ.) · Kobayashi 17' · Matsubara 44' · Ikejiri 54' (ph.đ.), 90+2' · Seike 66' | Chi tiết |                   | Sân vận động: Sân vận động Busan Gudeok |  |

| 14 tháng 12 năm 2019 Giải vô địch Đông Á | Nhật Bản              | 3–0      | Trung Quốc | Busan, Hàn Quốc                         |  |
| 15:55                                    | Iwabuchi 9', 44', 56' | Chi tiết |            | Sân vận động: Sân vận động Busan Gudeok |  |

| 17 tháng 12 năm 2019 Giải vô địch Đông Á | Hàn Quốc | 0–1      | Nhật Bản             | Busan, Hàn Quốc                         |  |
| 19:30                                    |          | Chi tiết | - Momiki 88' (ph.đ.) | Sân vận động: Sân vận động Busan Gudeok |  |

## Danh hiệu

### Quốc tế
- Giải vô địch bóng đá nữ thế giới

 Vô địch: 2011
 Á quân: 2015
- Thế vận hội

 Huy chương Bạc: 2012

### Châu lục
- Cúp bóng đá nữ châu Á

 Vô địch: 2014, 2018
 Á quân: 1986, 1991, 1995, 2001
- Bóng đá tại Đại hội Thể thao châu Á

 Huy chương Vàng: 2010, 2018

### Khu vực
- Giải vô địch bóng đá nữ Đông Á

 Vô địch: 2008, 2010